# 20-й запасной истребительный авиационный полк
20-й запасной истребительный авиационный полк (20-й зиап) — учебно-боевая воинская часть Военно-воздушных сил (ВВС) Вооружённых Сил РККА, занимавшаяся обучением, переподготовкой и переучиванием лётного состава строевых частей ВВС РККА в период боевых действий во время Великой Отечественной войны, осуществлявшая подготовку маршевых полков и отдельных экипажей на самолётах ЛаГГ-3, Як-7б и Як-9.

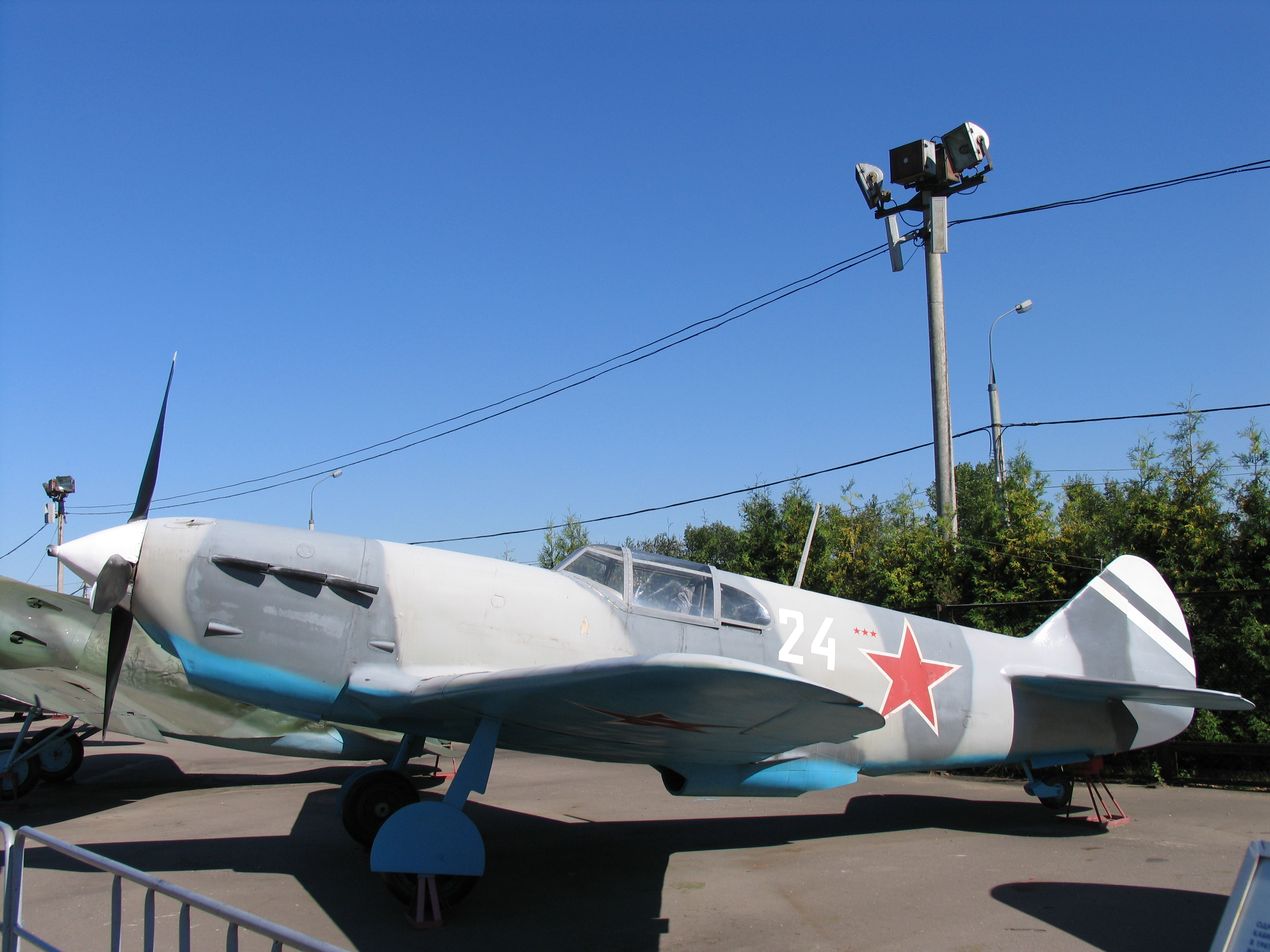
ЛаГГ-3

## Наименования полка
- 20-й запасной истребительный авиационный полк
- 48-й учебно-тренировочный авиационный полк

## Создание полка
20-й запасной истребительный авиационный полк сформирован в 21 июля 1941 года в ВВС Сибирского военного округа на аэродроме ст. Обь под Новосибирском.

## Основное назначение полка
20-й запасной истребительный авиационный полк осуществлял подготовку маршевых полков и отдельных экипажей на самолётах типа:
- ЛаГГ-3 — с июля 1941 года по январь 1942 года
- Як-7б и Як-9 — с декабря 1941 года по май 1945 года

## Переформирование и расформирование полка
- 20-й запасной истребительный авиационный полк 4 декабря 1945 года был переформирован в 48-й учебно-тренировочный авиационный полк в составе ВВС Харьковского военного округа[1].
- 48-й учебно-тренировочный авиационный полк 1 июля 1946 года был расформирован в составе ВВС Харьковского военного округа[1].

## Командиры полка
- Капитан, майор В. И. Щечков

## В составе соединений и объединений
| Период        | Округ                     | армия      | бригада                          | примечание                                                  |
| ------------- | ------------------------- | ---------- | -------------------------------- | ----------------------------------------------------------- |
| 21.07.1941 г. | Сибирский военный округ   | ВВС округа |                                  |                                                             |
| 08.01.1942 г. | Сибирский военный округ   | ВВС округа | 5-я запасная авиационная бригада |                                                             |
| 27.04.1944 г. | Харьковский военный округ | ВВС округа | 5-я запасная авиационная бригада |                                                             |
| 04.12.1945 г. | Харьковский военный округ | ВВС округа | 5-я запасная авиационная бригада | переформирован в 48-й учебно-тренировочный авиационный полк |
| 01.07.1946 г. | Харьковский военный округ | ВВС округа |                                  | расформирован                                               |

## Подготовка лётчиков
Процесс переучивания лётного состава был типовым: с фронта отводился полк, потерявший большое количество лётного состава, производилось его пополнение до штатных нормативов, лётчики переучивались на новую материальную часть. Полк получал новые самолёты и снова отправлялся на фронт. Таким образом, запасной полк распределял самолёты, поступающие с заводов и с ремонтных баз.
В целях приобретения боевого опыта командно-инструкторский состав полка направляли в авиационные полки действующей армии: 29 лётчиков и техников постоянного состава полка побывали на боевой стажировке на фронте от 1 до 3 месяцев каждый. За это время они сбили 6 самолётов противника и приобрели богатый опыт, узнали ряд приёмов врага. С марта по июль 1943 года на боевой стажировке на фронте находился и командир полка майор Щечков. Кроме того, в полк за годы
войны прибыли 38 фронтовиков, из которых 34 были награждены орденами и медалями.
В 1942 году в действующую армию и другие части были направлены 65 подготовленных лётчиков-одиночек и 1649 человек технического состава. На всех типах самолётов в полку было налётано 12559 час 29 мин. В том числе на новых ЛаГГ-3, Як-7 — 6046 час 7 мин, а также была совершенна 19751 посадка. По этому показателю полк вышел на 1-е место в 5-й запасной авиационной бригаде.
В 1943 году 20-м запасным авиационным полком было подготовлено 384 лётчика, 531 человек инженерно- технического состава, 418 младших специалистов и 96 представителей других специальностей.
В 1944 году на пункты сбора ВВС РККА 20-м запасным истребительным авиационным полком был направлен 371 лётчик-истребитель на самолёт Як-9. Общий налёт составил 17534 часа, было совершено 44418 посадок.
В 1945 году полком было подготовлено на Як-9 и направлено в действующую армию 167 лётчиков-истребителей. Общий налёт составил 9070 час 25 мин, было сделано 19234 посадки. План подготовки лётчиков был выполнен на 55 %, по налёту — на 75,4 %. С мая по июль 1945 года полк обслуживал оперативные перелёты ВВС действующей армии на Дальний Восток. Кроме того, в Читу было перегнано 11 самолётов полка.

## Базирование
| Период                  | Аэродром                        |
| ----------------------- | ------------------------------- |
| 21.07.1941 — 27.04.1944 | ст. Обь, Толмачево, Новосибирск |
| 11.05.1944 — 01.07.1946 | Рогань Харьковская область      |

| Як-7УТ | Як-9УМ | Як-7 |

## Самолёты на вооружении
| Период      | Самолёты |
| ----------- | -------- |
| 1941 — 1942 | ЛаГГ-3   |
| 1942 — 1944 | Як-7б    |
| 1942 — 1946 | Як-9     |

## Подготовленные полки
- 15-й истребительный авиационный полк
- 91-й истребительный авиационный полк
- 127-й истребительный авиационный полк
- 163-й истребительный авиационный полк
- 183-й истребительный авиационный полк (24.09.1942 — 14.01.1943, Як-7б)
- 265-й истребительный авиационный полк
- 274-й истребительный авиационный полк
- 347-й истребительный авиационный полк (с 06.01.1943 по 14.04.1943)
- 425-й истребительный авиационный полк
- 431-й истребительный авиационный полк (28.11.1941 — 20.01.1942, ЛаГГ-3)
- 519-й истребительный авиационный полк (05.11.1942 — 17.01.1943, Як-7б)
- 900-й истребительный авиационный полк

## Отличившиеся воины
- Щеголёв Владимир Георгиевич, летчик полка до февраля 1942 года. За образцовое выполнение боевых заданий командования на фронте борьбы с германским фашизмом и проявленные при этом отвагу и геройство Указом Президиума Верховного Совета СССР от 18 августа 1945 года капитану Щеголёву Владимиру Георгиевичу присвоено звание Героя Советского Союза посмертно.